# Ulomorpha pilosella
Ulomorpha pilosella är en tvåvingeart som först beskrevs av Osten Sacken 1860.  Ulomorpha pilosella ingår i släktet Ulomorpha och familjen småharkrankar. Inga underarter finns listade i Catalogue of Life.